# Carhuaz (província)

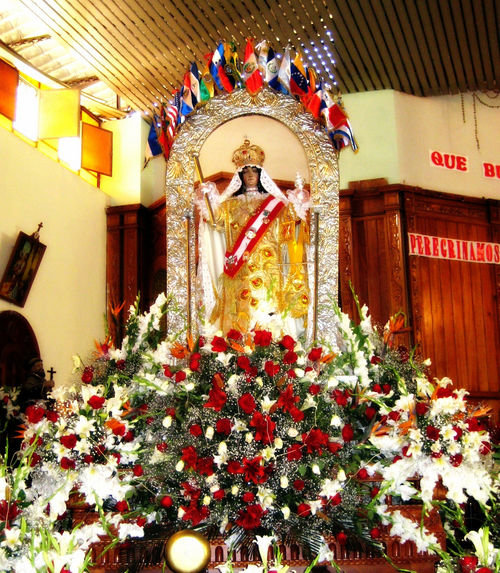
Nossa Senhora das Mercês, Carhuaz

Carhuaz é uma província do Peru localizada na região de  Ancash. Sua capital é a cidade de Carhuaz.

## Distritos da província
- Acopampa
- Amashca
- Anta
- Ataquero
- Carhuaz
- Marcara
- Pariahuanca
- San Miguel de Aco
- Shilla
- Tinco
- Yungar